# Алтино Арантес (сграда)
Сградата Алтино Арантес (на португалски: Edifício Altino Arantes) е 40-етажен небостъргач в Сао Пауло, Бразилия, построен за банката Banespa, и известен също под това име. Официалното му име днес е на първия президент на банката.
Завършен е през 1947 г. Висок е 161 m до покрива. Той е 4-ти по височина небостъргач в Бразилия.
Сградата беше затворена за обществено посещение през 2015 г. и претърпява вътрешен ремонт, отваряйки отново на 26 януари 2018 г. като културен и развлекателен център на име Фарол Сантандер.